# Luis Rodríguez Salazar
Luis Rodríguez Salazar (Fuente el Fresno, Ciudad Real, 1948) es un productor español, editor e ingeniero, conocido por la coproducción de Modern Talking. Además ha participado en la mayoría de las producciones de Dieter Bohlen en los '90, por ejemplo, C. C. Catch y Blue System, trabajando como coproductor.

## Biografía
Comenzó como bajista / guitarrista en la banda de "Los Esclavos", actuando en uno de los más importantes tablaos en Hamburgo. Se convirtió en cantante de mediados de los setenta, creando su propio estudio de grabación en Hamburgo llamado "Star 33". Ha coproducido a artistas como C. C. Catch, Blue System, Chris Norman (ex- Smokie), Bonnie Tyler, y otros. En los 90, trabajó en numerosos proyectos como  New Baccara, Mike Mareen, Chicano, T. Arca, Sweet Connection, y otros. Tuvo gran éxito como productor con el proyecto de música  Fun Factory.
Con la voz de su esposa Lian Ross, Rodríguez produjo algunos de los proyectos como la danza, tales como: Creative Connection, Josy, Lian Ross, Jobel, Dana Harris, entre otros.
Actualmente es el dueño y director de unos de los estudios de grabación más importantes de Europa situado en Palma de Mallorca. En el edificio también se encuentra la discográfica Team 33 Music S.L. y la editorial con el mismo nombre.